# Hans Smits
Hans Karel Daniël Smits (Den Helder, 24 gennaio 1956) è un ex pallanuotista olandese, vincitore di una medaglia di bronzo alle olimpiadi di Montréal 1976.